# روز (فیلم ۱۹۶۰)
روز (به انگلیسی: The Day) فیلم کوتاهی به کارگردانی پیتر فینچ است. 